# Digitalni fotoaparat
Uz klasični postupak snimanja i pohrane fotografija i pokretne slike na filmsku traku, krajem 20. stoljeća javljaju se uređaji za snimanje pokretnih slika na magnetski medij video-snimači (video recorder) i reproduciranje takvih snimaka - video reproduktor (video-player). Usavršeni su i objektivi i brojni uređajii koji djelomično ili potpuno automatiziraju rutinske radnje pri snimanju u području: mjerenja osvijetljenosti, izračunavanja i automatske postave parametara za snimanje (otvora,  vremena eksponiranja filma, automatskog uoštravanja), umjetnog rasvjetljavanja objekta - bǉeskalice, nasnimavanja zvučnog zapisa i dr., što je sve bio preduvjet za razvoj današnjih kamera.
21. stoljeće unosi digitalnu tehnologiju i u svijet foto i kino-snimanja. Umjesto na fotoosjetljivi film, digitalna kamera sliku projicira na osjetilo slike, sastavljen od velikog broja fotoosjetljivih ćelija, koje digitaliziraju elemente slike, tj. svjetlosne veličine pretvaraju u skup podataka o položaju, nijansi boje i stupnju osvijetljenosti pojedinih mikroskopskih površinica koje čine sliku (tzv. pixel od engl. picture element), a tako dobivene digitalne podatke upisuju u odgovarajućem obliku na svoju memoriju. Postoji mnoštvo različitih slikovnih ili filmskih formata (vrsta datoteka). Kao memoriju, dakle sredstvo za pohranu podataka, fotoaparati koriste memorijske kartice, a „filmske“ kamere magnetsku traku, DVD disk (obično smaǉenog promjera od 80 mm), a u novije vrijeme tvrdi disk (HDD) i također memorijske kartice većeg kapaciteta. 
Digitalne kamere u širem smislu obuhvaćaju digitalne fotoaparate raznih klasa, te digitalne video kamere za snimanje pokretnih slika (engl. "camcorder", koje u Hrvatskoj po inerciji i danas zovemo "filmske" kamere ili skraćeno "kamere", iako snimanje na klasičnu filmsku traku odlazi u prošlost. S digitalnom tehnikom, skokovito raste stupanj automatizacije, tako da skuplji fotoaparati omogućuju snimanje kraćih filmskih sekvenci, snimanje u potpunom mraku "nevidljivim" svjetlom koje emitira sama kamera, snimanje panoramskih snimaka sastavljenih od pet i više pojedinačnih snimaka, primjenu različitih efekata i dr, a filmske kamere automatski nasnimavaju i reproduciraju zvuk, nude opcije nekoliko vrsta "pretapanja" iz kadra u kadar, omogućuju reprodukciju na ugrađenom LCD monitoru ili na TV ekranu direktno iz kamere itd, a sve to bez, ili s minimalnom intervencijom snimatelja.
 Uz mnoge prednosti digitalnih kamera, karakteriziraju ih i brojne specifičnosti, od kojih neke možemo smatrati i nedostacima. Za očekivati je da će razvitak tehnologije ublažavati ove nedostatke.

## Prednosti digitalnih kamera
- ne troše film
- aparati na standardne baterije obično mogu koristiti i punjive aku-baterije, a specijalne baterije su uvijek punjive.
- snimak se odmah vidi (nije potrebno razvijanje) i po potrebi može se ponoviti
- nema opasnosti da se snimak ogrebe ili prekrije točkicama prašine (SLR izvedbe ugrađuju mjere za uklanjanje prašine s CCD ćelija)
- na memorijsku karticu se mogu snimati stotine, a ne desetci snimaka
- memorijska kartica se nakon pohrane snimka na računalo ili optički disk briše i koristi ponovo
- cijena digitalnog snimka je zanemariva, pa možemo snimiti masu snimaka i izabrati najuspjelije
- snimci se mogu pregledavati u velikom formatu (na PC-u ili TV-ekranu) bez usluga fotografa
- snimci se mogu retušitati, modificirati, montirati i dr. na računalu neusporedivo efikasnije nego u klasičnoj tehnologiji
- uz izdatak za foto-printer možemo sami isprintati fotografije i na papiru (istina po približno istoj cijeni kao kod fotografa)
- digitalni aparati i kamere omogućuju brojne opcije koje klasični nemaju, kao: "serijsko" snimanje po nekoliko (1-3, pa i više) snimaka u sekundi, snimanje video sekvenci fotoaparatom, nekoliko vrsta "pretapanja" iz kadra u kadar kod kamkordera i dr, snimanje u potpunom mraku bez vidljive rasvjete itd.
- u pravilu i jeftini digitalni aparati imaju promjenjivu žarišnu duljinu ("zum"), tj. omogućuju "teleskopiranje" objekta.
- digitalni aparati automatski registriraju i spremaju podatke o vremenu i postavkama snimanja.
- digitalni snimci se mogu neograničeno puta kopirati bez gubitka kvalitete, što uz redovna presnimavanja garantira duži vijek trajanja digitalnih snimaka od snimaka na filmskoj traci (osobito kad je riječ o kolor snimcima).
- Treba dodati i mogućnosti koje pruža specijalizirani softver za obradu fotografija na računalu, poput Photoshop-a za profesionalce ili besplatnog Irfanview-a za napredne amatere i brojnih pomoćnih alata npr. za sastavljanje panoramskih fotografija od nekoliko snimaka, ili za automatsko generiranje ispravno tonirane fotografije jako kontrastnog motiva, koristeći nekoliko snimaka s različitim ekspozicijama i dr.

Treba primijetiti da su dosadašnja iskustva s optičkim diskovima nedostatna da se ocijeni njihova trajnost. Javljaju se upozorenja, da je njihova trajnost manja nego što se mislilo, pa su neke institucije čak odlučile da osobito važne materijale neće arhivirati na optičkim diskovima. No ni u području ove vrste medija nije rečena zadnja riječ tehnike, te se najavljuju nove vrste medja s drastično povećanim kapacitetima, pa je za očekivati da će se riješiti i problem trajnosti medija, ako on zaista i postoji.
Mnoge prednosti koje nisu ovdje taksativno navedene, vidljive su iz opisa pojmova u nastavku.

## Specifičnosti i nedostatci digitalnih kamera
- digitalni aparati trebaju izvor energije (baterije). Punjive baterije (tzv. "akubaterije") velikog kapaciteta često nisu standardne izvedbe.
- i punjive baterije imaju svoj vijek (s vremenom, tj. za dvije, tri godine gube kapacitet), a znaju biti relativno skupe. Poželjno je da su standardne izvedbe, jer ne znate do kada će proizvođač podržavati prodaju specijalnih izvedbi (u interesu mu je da bacite aparat i kupite novi).
- za automatsko uoštravanje i postavu elemenata snimanja potrebno je neko (iako ne dugačko) vrijeme. Okidač "kasni", odnosno digitalni fotoaparati su pomalo "tromi" pri okidanju), iako se s razvitkom tehnologije to kašnjenje smanjuje.
- za pohranu fotografija na magnetsku karticu potreban je dio sekunde, koje kod primjene TIF formata, pa i drugih formata u visokoj rezoluciji, a posebno kod spremanja video sekvenci, može onesposobiti aparat za snimanje novog snimka i kroz nekoliko desetaka sekundi. U nekim situacijama i malo kašnjenje može uzrokovati propuštanje prilike za snimak (sportski snimci i sl.). Bolje aparate odlikuje manje kašnjenje okidača i kraće spremanje snimka, omogućeno tehnologijom Burst mode. I ovaj je nedostatak manje izražen kod novijih modela, tj. kašnjenje se smanjuje s razvitkom tehnologije.
- digitalne fotografije kod velikih povećanja pokazuju rubne nepravilnosti na oštrim granicama i pojavu neželjenih ornamenata na inače mirnim, jednobojnim površinama (tzv. "šum" slike), osobito kod memorijski manje zahtjevnog JPG formata.
- snimci u visokoj rezoluciji (koja omogućuje bolje iskorištenje oštrine crtanja objektiva), osobito u TIF formatu, memorijski su vrlo zahtjevni. Veliko zauzeće memorije nije toliko problem zbog zauzeća kartice (nabave se kartice većeg kapaciteta, koje se po potrebi mogu još i mijenjati i "na terenu"), koliko zbog dužih vremena spremanja snimka, dužeg učitavanja i sporije obrade snimaka na računalu i rapidnog rasta zauzeća arivskog prostora na disku računala, što opet rješava veliki kapacitet suvremenih diskova i pohrana na optičkim diskovima.
- Video sekvence snimljene starijim digitalnim fotoaparatima bile su često su izrazito loše kvalitete, no 2010.g. su se već na tržištu našli i fotoaparati koji snimaju i video u HD kvaliteti.
- jeftiniji digitalni aparati pa čak i neki iz "srednje" klase) pokazuju izrazitu zrnatost snimaka snimljenih pri lošijim svjetlosnim uvjetima, ponekad uz pomak boja prema plavom dijelu spektra.

## Vrste fotoaparata
Osnovnom podjelom bi se mogla smatrati podjela na amatersku i profesionalnu opremu, a neku prelaznu kategoriju čine poluprofesionalni ili napredni amaterski aparati, pri čemu je teško definitrati granice pojedinih kategorija. 

### Amaterska oprema
je obično potpuno automatizirana, bez previše mogućnosti za podešavanje, stoga je jednostavna za rukovanje, koje se često svodi na pritisak na okidač i zamjenu baterija. Budući da automatika manje-više uspješno optimizira parametre pri uobičajenim uvjetima i amaterska klasa u načelu daje korektne, pa čak i vrlo dobre snimke pri pogodnim svjetlosnim uvjetima. To su aparati koji će dati izvrsne slike s godišnjeg odmora, s plaže ili skijanja za lijepa vremena, pa i iz svijetlih interijera za obiteljski fotoalbum, a dobro će djelovati i na ekranu računala. Pri lošim svjetlosnim uvjetima slabija kvaliteta objektiva rezultirat će mutnijim snimcima. U takvim uvjetima često se koriste visoke osjetljivosti filma, što rezultira zrnatošću slike. Često se skromna svjetlosna jakost objektiva kompenzira i dužim ekspozicijama, što uzrokuje dodatno razmazivanje oštrine zbog nehotičnog pomicanja aparata. Nije rijetkost naginjanje boja prema plavim tonovima. Ograničene su mogućnosti za korekcije u nesvakidašnjim uvjetima (protusvjetlo, jake sjene, manipuliranje s parametrima zbog posebnih efekata i dr.).  Iako danas mobitele s mogućnošću fotografiranja (ili čak snimanja kratkih video sekvenci) ne možemo smatrati fotoaparatima u pravom smislu riječi zbog izrazito slabijih performansi, vjerojatno će razvoj tehnologije i njih uvrstiti u neku podkategoriju ultrakompaktnih fotoaparata.

### Profesionalna oprema
uz potpunu automatiku omogućuje i ručne postave ili zadavanje pojedinih elemenata (veličine relativnog otvora objektiva, osjetljivosti filma), nudeći bolje performanse i velik broj posebnih opcija (vrhunske sustave mjerenja svjetline slike u više točaka, veću snagu i posebne režime bljeskalice, mjerni predbljesak u cilju izračunavanja ispravne ekspozicije, makrosnimanje sitnih objekata sa svega nekoliko cm udaljenosti, veće raspone teleskopiranja,  snimanje ugrađenim "nevidljivim" svjetlom u potpunom mraku, veći izbor kvaliteta razlučivanja uključivo snimanje u TIFF formatu, snimanje panoramskih snimaka, automatsko uzastopno snimanje 1-3 slike u sekundi, snimanje tzv. "tepiha", tj. istog motiva s tri različite ekspozicije od kojih se bira najbolja i dr.). Profesionalna oprema se u pravilu izvodi u SLR izvedbi, s izmjenjivm objektivom, čime je uvjetovana i refleksna izvedba tražila.
Nešto detaljnija podjela mogla bi izgledati ovako:
- kompaktni aparati
  - amaterski kompaktni aparati
  - poluprofesionalni kompaktni aparati
- ultrakompaktni aparati
  - amaterski ultrakompaktni aparati
  - poluprofesionalni ultrakompaktni aparati
- SLR aparati 
  - kompaktni SLR aparati (uglavnom poluprofesionalni)
  - profesionalni SLR aparati (s izmjenjivim objektivom)

U klasi kompaktnih i ultrakompaktnih aparata umjesto "poluprofesionalni" možda bolje pristaje pridjev "napredni".

### Kompaktni aparati
Aparati s neizmjenjivim objektivom, manje težine. Objektiv se može uvlačiti u tijelo aparata kad nije u uporabi, ali to nije obavezno. U pravilu i amaterska i napredna klasa ima nešto bolje performanse od ultrakompaktnih izvedbi.

### Ultrakompaktni aparati
Aparati s neizmjenjivim objektivom koji se uvlači u kućište, ili ne strši iz njega, malih dimenzija i težine ispod cca 200 gr. Značajan naglasak je dat na minijaturizaciju, pa se mogu nositi u džepu, torbici i sl. tako da minimalno opterećuju vlasnika. Ipak, napredne izvedbe mogu imati i vrlo dobre performanse i davati vrlo dobre snimke, što obično prati i povisoka cijena aparata.

### SLR (zrcalno-refleksni aparati)
Iako se kratica SLR (Single Lens Reflex) odnosi na sustav tražila, tj. označava fotoaparate "s jednim sustavom leća" za tražilo i stvaranje slike, refleksni aparati se najčešće izvode s izmjenjivim objektivom, s performansama i mogućnostima u poluprofesionalnoj ili profesionalnoj klasi. Budući da se u tražilo skreće isti svjetlosni snop koji će formirati sliku, SLR sustav ne boluje od paralakse. Sljedeća je prednost SLR-a, što je unaprijed moguće precizno provjeriti, (dakle veličinom otvora blende i kontrolirati) dubinsku oštrinu budućeg snimka. Kako svjetlosni snop mora ulaziti kroz objektiv i pri kadriranju, izmjenjivi objektivi nemaju ugrađenog zatvarača, nego se on izvodi kao "zavjesni" neposredno ispred CCD čipa. To ujedno snizuje cijenu izmjenjivih objektiva.

Novi CCD čipovi su manje osjetljivi na koso padanje svjetlosti na rubovima slike, pa današnje SLR digitalne kamere mogu koristiti i izmjenjive objektive s klasičnih aparata. 
Kako su dimenzije CCD Čipa daleko manje nego korisni prostor 35 milimetarskog filma, slika uhvaćena na CCD čip sadrži samo sredinu one slike koju bi uhvatio film s istim objektivom. Drugim riječima, normalan objektiv za 35 milimetarski film, postaje teleobjektiv ako se priključi na digitalnu kameru. Zbog toga iste žarišne dužine objektiva na klasičnom i digitalnom aparatu daju vrlo različit teleskopski učinak. Da bi se ovi učinci mogli uspoređivati s uvriježenim žarišnim dužinama kod klasičnih aparata, za digitalne objektive se navodi faktor s kojim treba množiti žarišnu duljinu, da bi se dobila adekvatna žarišna duljina pri uporabi klasičnog 35 milimetarskog aparata. Taj se faktor kreće između 1,4 i 1,8, a poželjno je da bude što manji.  
Iako bi se i kod njih mogle definirati podkategorije,  zaključimo da su to aparati respektabilnih težina (već i sami svjetlosno jaki objektivi dosta teže) često s obiljem dodatne opreme od čega značajan dio čini bogat izbor izmjenjivih objektiva. Kod njih bi optičko tražilo bilo nemoguće prilagoditi svim izmjenjivim objektivima koje aparat koristi, pa je tako i nastala potreba primjene SLR-a, odnosno "refleksne" izvedbi tražila.
 
Nedostatak je klasičnih izvedbi SLR sustava, što za vrijeme ekspozicije nestaje slika u tražilu. Neke novije digitalne izvedbe nastoje taj problem riješiti uporabom poluprozirnih ogledala. Dobri aparati moraju što manje trzati prilikom uklanjanja ogledala refleksnog tražila i otvaranja zatvarača. Stabilnosti aparata doprinosi njihova težina, a često se ugrađuju i mehanički ili elektronički uređaji za stabilizaciju (ili kompenzaciju) protiv neželjenog pomicanja za vrijeme ekspozicije.

## Tražilo
Služi za određivanje kadra, odnosno kroz njega fotograf vidi ono što će uslikati. Neki digitalni fotoaparati imaju optičko tražilo, dok drugi imaju elektroničko tražilo u kojem se nalazi mali LCD ili OLED ekran, a mnogi digitalni fotoaparati uopće nemaju tražilo nego se za kadriranje koristi ekran.

### Optičko tražilo
izvedeno od nekoliko leća, treba pratiti promjenu obuhvata prilikom zumiranja. Bolji aparati (a pogotovo kino-kamere)  omogućuju prilagodbu optičkog tražila dioptrijama korisnika. Budući da je tražilo izmaknuto s osi objektiva, neizbježna je pojava paralakse, tj. slika u tražilu neće biti identična onome što objektiv projicira na CCD zaslon. Ta je "greška" neprimjetna u širokokutnom opsegu pri simanju udaljenih objekata. Pri snimanju bliskih objekata, (osobito pri snimanju makrofotogtafija)  međutim greška može biti tolika, da se može dogoditi da glavni objekt ili njegov veliki dio uopće neće biti uhvaćen na slici. Paralaksa se ublažava što je moguće bližim položajem tražila optičkoj osi objektiva. Najbolje rješenje imaju tzv. SLR "refleksni aparati" pluprofesionalnih i profesionalnih izvedbi. 

### Refleksno tražilo
Za vrijeme kadriranja, na putu svjetlosnog snopa koga propušta objektiv, postavljeno je koso ogledalo, kojim se slika skreće prema staklenoj prizmi na vrhu aparata. Sliku stvorenu na donjoj, matiranoj plohi, prizma okreće, jer se u aparatu inače svara zrcalna slika stvarnosti, postavljena naglavce. Prizma usmjeruje sliku u okular aparata s mogućnošću korekcije vida podešavanja dioptrija).
U tražilu se vidi točno ono, što će biti projicirano na CCD zaslon, dakle SLR sustav nema paralakse. Prije okidanja, zrcalo se preklapa, tj. uklanja s puta svjetlosti, nakon čega se otvara zatvarač aparata i počinje ekspozicija. Čim se zatvarač zatvori, zrcalo se vraća u položaj za skretanje svjelosnog snopa u tražilo, koje je u klasičnim izvedbama "slijepo" za trajanja ekspozicije. Pojavom LCD tražila, refleksno tražilo je nešto izgubilo na značaju, ali je kod profesionalnih fotoaparata još je uvijek obavezno.

### LCDtražilo
mali LCD (Liquid Crystal Display) ekrančić, na poleđini (kod camcordera na boku) aparata na kome je vidljiva slika uhvaćena na CCD zaslonu. Poželjne su što veće dimenzije LCD tražila, čija se dijagonala kreće od 1,5 do 2,5, pa i 3 inča (uobičajeno 4-6 cm). Neke kamere imaju minijaturni LCD ekrančić i umjesto optičkog tražila, ponekad crno-bijeli, čime se izbjegava paralaksa i kod kompaktnih aparata ili filmskih kamera. Kad se koristi optičko tražilo (nezahtjevnije "škljocanje" npr. za obiteljski album) LCD tražilo je dobro isključiti, jer se time štedi baterija. Bolji aparati automatski isključuju tražilo ako se komande aparata ne koriste određeno vrijeme (pola minute do nekoliko minuta) koje se može zadati po želji. 

#### Clear PhotoLCD
"Normalni" LCD zaslon slabo se vidi na jakom osunčanju. Clear Photo LCD je izvedba s daleko jačim kontrastom i osvijetljenošću ekrančića, te daje jasnu sliku i u uvjetima jakog osunčanja (plaže, snijeg, planine). Ipak, treba izbjegavati duže izlaganje LCD zaslona suncu. Ovi ekrani uobičajeno imaju mogućnost ručnog podešavanja osvijetljenosti, jer blješteće LCD tražilo može biti i smetnja u mračnijem okruženju.

## Objektiv
Objektivi lomeći svjetlosne zrake odbijene od objekta snimanja stvaraju sliku tih objekata na CCD zaslonu, koji te slike digitalizira, a kamera sprema tako dobivene podatke na magnetski medij. Specijalni objektivi za digitalne aparate razlikuju se od objektiva za "klasične" aparate, jer CCD čipu ne odgovara koso padanje zraka svjetlosti na rubnim dijelovima slike. Tek su noviji modeli čipova prilagođeni širem kutu obuhvata, tj. "hvatanju " slike sa širokokutnog objektiva. Najvažnije karakteristike objektiva su svjetlosna jakost, tj. maksimalni relativni otvor (tzv. "otvor blende"), žarišna duljina i oštrina crtanja, koja se kod klasičnih aparata izražava u broju linija koje se mogu razaznati na 1 mm filma. Dobri klasični objektivi razdvajaju preko 60 linija na mm. Ni najbolja digitalna tehnika ne može izvući oštru sliku kod većih povećanja iz snimka koji je snimljen objektivom koji nedovoljno oštro "crta". Uz oštrinu crtanja, od značaja je i kontrast kojega objektiv ostvaruje. Objektiv i CCD zaslon odgovorni su i za kvalitet reprodukcije boja (prirodnost boja u slici).

### Dubinska oštrina
Udaljenost na kojoj objektiv stvara oštru umanjenu sliku na strani filma, zavisi od udaljenosti objekta od objektiva na strani stvarnosti. Budući da su predmeti u prirodi raspoređeni na raznim udaljenostima, teoretski se u ravnini filma, ili kod digitalnih aparata u ravnini CCD zaslona može uoštriti samo jedna ravnina u prirodi. Svi predmeti ispred i iza te ravnine, bit će manje ili više neoštri na slici. Premještanjem objektiva, moguće je uoštriti na slici onaj predmet koji nam je najvažniji.
Ipak, i predmeti u blizini ravnine uoštravanja, bit će podnošljivo oštri, tj. područje oštrine obuhvatit će raspon udaljenosti od objektiva koga nazivamo dubinskom oštrinom. 
Dubinska oštrina zavisi o tri faktora:  udaljenosti predmeta od objektiva, žaršnoj duljini objektiva,  i veličini relativnog otvora. Što je manja udaljenost objekta od objektiva i veća žarišna duljina, manja će biti dubinska oštrina. Dubinska oštrina, može se povećati smanjenjem relativnog otvora, ali se time slabi svjetlina slike, koju treba kompenzirati produženjem vremena ekspozicije (izlaganja CCD zaslona svjetlosti) ili povećanjem tzv. "osjetljivosti filma" čiji ekvivalent susrećemo i u digitalnoj fotografiji.
Sukladno tome, osobito su teleobjektivi, koje odlikuje velika žarišna duljina, osjetljivi na uoštravanje, odnosno imaju malu dubinsku oštrinu. Uvjete izoštravanja pogoršava i velika osjetljivost na sitne pomake aparata pri velikim žarišnim duljinama, tako da pri snimanju teleobjektivom treba koristiti stativ ili dobar naslon i pri ekspozicijama kod kojih se "normalnim" objektivom može snimati "iz ruke". 
Još je manja dubinska oštrina kod snimanja tzv. makrosnimaka, tj. sitnih predmeta, koje današnji digitalni aparati mogu snimati i s nekoliko cm udaljenosti (računa se udaljenost od predmeta do vanjskog lica objektiva, a ne do "leđa" aparata, odnosno našeg oka). Kod takvih snimaka dubinska oštrina može pasti na svega nekoliko desetinki milimetra, pa ako uoštrimo muhino oko, krilo će joj biti potpuno neoštro. Jedina je pomoć u tom slučaju smanjenje relativnog otvora uz osiguranje dovoljne rasvjete

### Optički zum
Složeni sustav leća koji aksijalnim pomacima unutar objektiva omogućuje promjenu njegove žarišne duljine. Na taj način, korisnik može povećati obuhvat slike (rad u tzv. "širokokutnom" području) ili ga smanjiti i time razvući mali središnji dio slike preko čitavog formata (područje teleobjektiva). Učinak se svodi na efekt približavanja objektu ili povećavanja njegovih detalja. Treba voditi računa o tome, da se povećanjem žarišne duljine smanjuje efektivni relativni otvor, odnosno osvijetljenost slike, koju će trebati kompenzirati produženjem ekspozicije. Drugim riječima, objektiv je u načelu na zum-u svjetlosno slabiji nego na širokokutnom području. Dodajmo, da je na zum-u također daleko veća osjetljivost na trešnju i nehotično pomicanje kamere, koje će rezultirati "razmazivanjem" slike u jednom smjeru, pa jaki zum zahtijeva uporabu stativa. Čak i sa stativom pritisak na okidač može izazvati pojavu neoštrine, pa nije na odmet koristiti daljinski okidač, koji se često isporučuje i uz digitalne aparate srednje klase. 
Stupnjevanje zum-a izražava se u ekvivalentima klasičnih 35 milimetarskih aparata, pa govorimo o zumu koji odgovara 
rasponu žarišnih duljina od primjerice 35 - 350 mm kod 35 mm aparata, što bi predstavljalo deseterostruki zum. Digitalni aparati se izvode sa šarolikim rasponima optičkog zuma, od 3x do 12 x (iznimno i više). Treba reći da "promjenjivost" zuma, odnosno obuhvatnog kuta objektiva zavisi i o minimalnoj žarišnoj duljini.  Efekt "približavanja" bit će primjerice znatno veći na zumu koji radi u području 24-240 mm, nego u području 50-500 mm iako se u oba slučaja radi o deseterostrukom zumu (10 X).

### Digitalni zum
Digitalni aparati (i fotoaparati i kamere) uz optički zum koji se ostvaruje pomacima unutar sustava leća, raspon "zumiranja" povećavaju i programskim putem, povećanjem sredine slike uhvaćene na CCD zaslonu. Time se međutim povećavaju i sve greške i neoštrine, pa i "pixeli" od kojih je slika sastavljena, što srozava izvornu rezoluciju koju omogućuje CCD zaslon. Stoga je taj, tzv. "digitalni zum" više marketinški trik nego neka osobito korisna opcija. Takvo povećanje izreza (osobito kod fotoaparata) daleko je kvalitetnije izvedivo kompjutorskom obradom snimka na računalu, nego u fotoaparatu, pa pravu mjeru za raspon zuma predstavlja jedino optički, a ne i digitalni zum.

## Relativni otvor objektiva
Svjetlina slike koju stvara objektiv, zavisi o omjeru između žarišne duljine objektiva i promjera otvora (zaslona ili blende) kroz koji svjetlost ulazi u kameru. Što je manja žarišna duljina objektiva, a veći otvor zaslona, slika na filmu ili CCD zaslonu bit će svjetlija. Relativni otvor se bilježi slovom f:  iza čega slijedi trenutno namještena veličina relativnog otvora, točnije recipročna vrijednost omjera između žarišne duljine i promjera trenutno namještenog otvora u obliku f= 1:x. Svjetlosnu jakost objektiva karakterizira najmanji mogući djelitelj u tom odnosu. U fotografskom žargonu uobičajeno se izgovara samo djelitelj, a često se samo on označava i u oznakama ili postavama aparata. Uobičajeni rasponi relativnog otpora kod digitalnih aparata manji su nego kod klasičnih aparata i kreće se u rasponu F = 1:2.8 - 1:8.  Oštrina crtanja objektiva, obično je optimizirana na neku srednju veličinu relativnog otvora, koja se kod digitalnih aparata (ne računajući vrhunske profesionalne izvedbe)  kreće oko 1:4 do 1:5.6. Kod tog će otvora ispravno uoštreni predmet imati najveću moguću oštrinu, što ne treba brkati sa spomenutom dubinskom oštrinom, koja je najveća kod najmanjeg relativnog otvora.  

## Ekspozicija
Vrijeme izloženosti CCD zaslona svjetlu, odnosno vrijeme otvorenosti zatvarača kamere. Za postizanje Ispravnog doziranja količine svjetla potrebnog za preobrazbu fotoosjetljivog sastojka u klasičnom filmu, odnosno za korektnu digitalizaciju slike na CCD zaslonu, kombinira se svjetlina slike i trajanje izloženosti foto-osjetljivog prijemnika svjetlu. Nedovoljna količina svjetla rezultirat će tamnom, podeksponiranom slikom, a prekomjerna preeksponiranim (preosvjetljenim, u žargonu "pregorjelim") snimkom. 
Trajanje ispravne ekspozicije zavisi o općoj osvijetljenosti objekta, osvijetljenosti područja u dubokoj sjeni (dakle o kontrastu motiva),  vrijednosti relativnog otvora objektiva, karakteristikama snimane povšrine (svijetla, tamna, mat, sjajna, reflektirajuća, upijajuća), i osjetljivosti prijemnika svjetla (filma kod klasičnih ili CCD zaslona kod digitalnih aparata), koju zbog naviknutosti na ranije korištene jedinice i kod digitalnih kamera nazivamo ""osjetljivošću filma" ". 
U rasponu od noćnih snimaka (osobito teleskopski snimci zvijezda i planeta) s vrlo oskudnim svjetlom, do otvorenih pejsaža na snijegu ili vodenim površinama i dr. vrijednosti trajanja ekspozicije kreću se u ekstremnim slučajevma u ogromnom rasponu od kojih pola sata do ispod 1/1000 sekunde. Uobčajena trajanja kreću se u rasponu od 1/500 do nekih 1/15 sekunde.  Objektivima normalne žarišne duljine (kut obuhvata cca 50 stupnjeva) moguće je snimati "iz ruke"  s ekspozicjama do 1/60, (eventualno 1/30 sekunde za manje zahtjevne snimke). Duže ekspozicije "iz ruke" uzrokuju neoštinu zbog nehotičnog pomicanja i vibracija kamere, pa se takvi snimci moraju snimati sa stativa, eventualno uz daljinsko aktiviranje okidača. Utjecaj trešnje i vibracija snažno raste s povećanjem žarišne duljine, dakle i s jakim zumiranjem.
Kod video kamera (camcordera) nisu primjenjive duže ekspozicije zbog neophodnog standardnog broja (25) sličica u sekundi koji osigurava reprodukciju pokreta bez "poskakivanja". Stoga video kamere u pravilu imaju svjetlosno jače objektive od fotoaparata (veće maksimalne otvore objektiva). Ponekad to ide na uštrb oštrine crtanja, koja kod pokretne slike nije toliko kritična kao kod fotografija za velika povećanja (plakate, postere, znanstvene, satelitske i sl.  snimke).

### Bljeskalica
Praktički svi fotoaparati danas imaju ugrađenu bljeskalicu za snimanje u slabijm svjetlosnim uvjetima (scene u kući, pri slabom umjetnom svjetlu i td.), ali mogu imati važnu ulogu i za rasvjetljavanje sjena pri snimanju kontrastnih motiva na otvorenom  (osobito inače fotografski efektnih motiva u "protusvjetlu", kada prirodna svjetlost dolazi "u oči" kamere). Pri snimanju bljeskalicom ekspozicija se postavlja na tzv. "sinkronu brzinu"  u kojoj je osigurano da će zatvarač biti otvoren kada uslijedi bljesak. To je občno 1/30 - 1/40 sekunde. Kada svjetlost osgurava samo bljesak,vrijeme ekspozicije nema utjecaja na količinu svjetla,  jer se trajanje bljeska mjeri u tisućitim dijelovima sekunde. Izuzetak su snimci u kojima bljeskalica ima sporednu ulogu (rasvjetljavanja sjenki) kada osnovnu ekspozicju osigurava prirodna rasvjeta.
Unatoč njenoj praktičnosti i uobičajeno oštrim slikama (jačina bljeska omogućuje primjenu malih relativnih otvora), mnogi snimatelji, osobito s umjetničkim pretenzijama, zaziru od korištenja bljeskalice, jer ona daje neprirodno "plosnato", vodoravno usmjereno osvjetljenje s vrlo oštrim i tamnim rubnim sjenama, s preeksponiranim bliskim i podeksponiranim udaljenim objektima, što je osobito neugodno izraženo kod snimanja iz manjih udaljenosti u tamnim prostorima. Zbog toga je u pravilu omogućeno isključivanje bljeskalice. Nepotrebno bljeskanje u uvjetima dobre prirodne osvijetljenosti osim toga nepotrebno iscrpljuje bateriju aparata, pa i sama automatika aparata isključuje bljeskalicu ako je za ispravnu ekspoziciju dovojno prirodno osvjetljenje.
Brojnost faktora koji utječu na određivanje ispravne ekspozicije onemogućuje zadovoljavajuću računsku kalkulaciju. Zato se u suvremenim aparatima prije "pravog" bjeska prakticira slabiji "mjerni predbljesak", pa se na temelju postignute svjetline slike na zaslonu izračunava potrebna jakost "pravog" bljeska i pripadajuća ispravna veličina relativnog otvora objektiva koju aparat automatski postavlja.
Digitalni fotoaparati bolje podnose neprecizno eksponiranje od klasičnih, zbog mogućnosti naknadne računalne korekcije svjetline slike. Pri takvoj se naknadnoj korekcji međutim uviek značajno gubi na kvaliteti. Čak i jako podeksponirane slike se mogu "spasiti" ako je riječ o obiteljskim snimcima. Međutim snažno posvjetljavanje slke zahtijeva i snažno pojačanje kontrasta, a s jačim kontrastom drastično pada broj nijansi boja zastupljenih u slici (nastaje suviše veliki "kontrast boja") i snažno raste izraženost zrnatosti snimka, koja je i inače karakteristika snimaka u slabijim svjetlosnim uvjetima. U preeksponiranim snimcima uvijek se gube gotovo sve nijanse i fini detalji. Unatoč tome, za razliku od klasičnih aparata, iz digitalnih snimaka dade se izvući koliko-toliko prihvatljiv obiteljski snimak na formatu dopisnice i kad su beznadno loše eksponirani.

### "Crvene oči" (Red eye)
Pri snimanju osoba bljeskalicom česta je pojava tzv. "crvenih očiju". Svi smo vidjeli da se često oči mačke "žare" u mraku. Svjetlo bljeskalice reflektira se od mrežnice oka, tako da zjenice osoba bivaju osvijetljene iznutra, te poprimaju ponekad i intenzivno svijetle narančaste ili crvene nijanse, što osobi daje nepoželjan "vampirski" izgled. Neki fotoaparati zato nude poseban režim bljeskalice, kojim se umanjuje opasnost od pojave "crvenih očiju" (predbljesak zatvara zjenice, pa je pojava manje izražena). Pravo rješenje problema ipak je u naknadnoj računalnoj obradi snimke, koja je krajnje jednostavna. Na kursorom omeđenom području (tj. području zjenice na povećanoj slici) računalni program karakteristične crvene tonove zamjenjuje crnom bojom i "vraća" osobi crne zjenice. Ovu opciju foto-editori nude pod nazivom "Red eye removal" ili "Red eye correction" i sl.

### Burst Mode
Poseban način spremanja snimke. Privremenim prebacvanjem u brzu pomoćnu memoriju, aparat se brže osposobljava za ponovno snimanje, a slika se istovremeno kopira u znatno sporiju, memorijsku karticu.  

### Active Interface Shoe
(Napredni priključak za dodatni pribor) - uobičajeni priključak za vanjsku bljeskalicu obogaćen nekim dodatnim mogućnostima, kao: "mjerni" predbljesak s automatskim određenjem ispravne ekspozicije, a kod filmskih kamera automatsko usmjeravanje "teleskopskog mikrofona" u smjeru u kome "gleda" teleobjektiv (npr. za snimanje govora jedne osobe u grupi) i sl.   

## Razlučivost (Resolution)
Oštrina digitalnog snimka zavisi od kvalitete objektiva, preciznosti automatike za uoštravanje, veličine relativnog otvora i razlučivosti CCD zaslona. Osim broja kvadratića na koje se slika razlaže, na kvalitetu velikih povećanja znatnog utjecaja ima i ugrađeni softver za obradu digitaliziranih podataka, jer u značajnoj mjeri može korigirati nepravilnosti uočljive na velikim povećanjima.

Bitan je parametar broj piksela na koje je slika razložena. Rezolucija aparata iskazuje se u megapikselima, dakle u milijunima piksela. Iza 2006. godine su se i u jeftinije aparate ugrađivali CCD zasloni koji razdvajaju 5-7 megapiksela, a krajem desetljeća se 10 - 12 megapiksela ustalilo kao granica preko koje je besmisleno, pa čak i nepoželjno ići. Jedino kod profesionalnih SLR aparata smislena je ugradnja petnaestak megapixela, ponajviše zbog omogućavanja korištenja jakog izreza ili izrade đambo-plakata. To dakako ima smisla samo uz visokokvalitetan objektiv odgovarajuće oštrine crtanja. Ima međutim smisla birati po dimenzijama veći CCD čip, jer je vjerojatno da veći čipovi daju bolje slike.
Pretjerano visoka razlučivost ničemu ne koristi, a uzrokuje drastično povećanje memorijskog kapaciteta slike. Monstrumi od slika čija veličina prelazi 15-20 MB, itekako mogu postati problem, kako zbog velikog zauzeća arhivskog prostora na računalu ili prijenosnim memorijama (optički disk ili USB-flash memorija), tako i zbog srozavanja brzine pospremanja u memoriju, te brzine rada sa slikom na računalu. Da ne spominjemo slanje takvih slika mailom, postavu na internet ili unos u kakav album ili bazu podataka. S obzirom na to da bi zbog toga slike za normalnu uporabu trebalo smanjivati, to nam višak megapixela uzrokuje samo dodatni posao.
Bolji aparati stoga imaju mogućnost biranja kvalitete razlučivosti. Standardizirane su sljedeće kvalitete razlučivosti:
| kvalitet | . .. . primjedba. .. .                                                         | . r e z o l u c i j a. | mega -    | utrošak      |
|          |                                                                                |                        | pixela    | memorije     |
| SQ2      | slabija stand. kvaliteta (masovni snimci - format dopisnice, obiteljske slike) | _640x 480 - 1281x 960  | 0,3 - 1,2 | 80 - 800 KB  |
| SQ1      | bolja stand. kvaliteta (kvalitetniji snimci za zahtjevnije amaterske slike)    | 1800x1200 - 2049x1536  | 1,9 - 3,9 | 0,4 - 2,3 MB |
| HQ       | (High Quality) visoka kvaliteta za poluprofesionalni rad i umjetnost           | 2560x1920              | 4,9       | 620 KB       |
| SHQ      | (Super High Quality) za fotografije u profesionalnoj kvaliteti                 | 2580x1920              | 5         | 1,2 MB       |
| TIFF     | slikovni format-vrsta datoteke za profesionalne snimke (samo bolji aparati)    | 1600x1200 - 2580x1920  | 1,9 - 5   | 6 - 15 MB    |

|  | RAZLUČIVOST CCD ĆELIJE OD 7 MEGAPIKSELA:                                            | 3072 x 2304 | . .. .. .. .. 7    |                 |
|  | Preračunata razlučivost klasičnih aparata 24x36 mm visoke kvalitete (60 linija/mm). | 2160 x 1440 | . .. .. .. .. 3,1  | .. . 36 snimaka |
|  | Preračunata razlučivost klasičnih aparata 6 x 6 cm visoke kvalitete (60 linija/mm)  | 3600 x 3600 | . .. .. .. .. 12,9 | .. . 12 snimaka |

Iz tabele slijedi, da i snimanje u memorijski skromnijoj HQ kvaliteti čak i na skromnijim digitalnim aparatima s dobrim objektivom daje bolju razlučivost od klasičnih 35 milimetarskih aparata. 
Mnogi klasični objektivi nisu razdvajali preko 40 linija na mm, pa navedene procjene za klasične aparate vrijede kao gornja granica koju su postizali klasični aparati. Današnja tehnološka granica razlučivosti CCD ćelija kreće se iznad 15 megapiksela, dakle može se mjeriti s najkvalitetnijom tehnologijom velikoformatnih profesionalnih klasičnih aparata.

Za svaku od navedenih kvaliteta razlučivosti karakteristična je pripadajuća: 
- veličina kreirane slike - na grafikonu je dana duža stranica formata u dm (reckasto)
- utrošak memorijskog prostora po snimku u MB  (žuto) a sukladno tome i:
- mogući broj slika na praznoj magnetskoj kartici kapaciteta 256 MB - (plavo) u stotinama slika.

Crno je iskorištenje rezolucije CCD-a u megapikselima. Grafikon prezentira rezultate snimaka na aparatu s CCD-om od svega 5 megapiksela, koliko je približno i iskorišteno u najvišim kvalitetama (HQ, SHQ i najviša rezolucija TIFF-a).
Primjena pojedinih kvaliteta razlučivosti utječe prvenstveno na izvornu veličinu slike koju stvara aparat. Lijevo je prikaz usporedbe veličine slika sninmljenih u kvalitetama razlučivosti SQ2 640x480, SQ2 1280x960, SQ2 2048x1536 i SQ2 2272x1704.

Najniži kvalitet SQ2 640x480 daje sliku izvorne veličine 23x17cm (pola lista papira) a kvalitet HQ ili SHQ stvara sliku 90x67cm. Nepravilnosti slike (pixelizacija, šum i dr.) postaju uočljive kod cca 100 postotnog povećanja izvornog formata, dakle kod sQ2 640x480 na povećanju približno A4 formata ili na punom ekranu računala, dok je u HQ ili SHQ kvaliteti one postaju uočljive tek ma fotografiji dvometarskih dimenzija. 

Vidljiv je i vrlo veliki raspon utroška memorije, koji se kreće u granicama od 75 KB do cca 16 MB po slici. Sukladno tome, na memorijski prostor od 256 MB staje između 15 i 3000 snimaka, zavisno o korištenoj kvaliteti razlučivosti. Dakle, dok je raspon veličine slike 1:4, raspon memorijskih potreba iznosi 1:200. Slijedi, da promjena izvorne veličine slike (također i u fotoeditorima (opcijom Resize/Reasemple) snažno utječe na njezinu memorijsku potrebu.  

## Osjetljivost filma
Mjera količine svjetlosti, dovoljne za korektno eksponiranje filma u klasičnoj, ili CCD zaslona u digitalnoj fotografiji. izražava se u internacionalnim ISO (International Organization for Standardization) jedinicama ASA (ili njemačkim jedinicama DIN-a - Deutsche Industrie Normen). Različiti fotografski filmovi, različito su zahtjevni glede količine svjetla potrebnog za foto-kemijsku pretvorbu koja stvara sliku na filmu. Pri tome visokoosjetljivi filmovi, koji se zadovoljavaju s manje svjetla, rade kontrastnije (daju siromašniju skalu nijansi) i imaju krupnija zrna od "normalnih", što kvari oštrinu slike kod većih povećanja. Stoga se snimci koji trebaju biti posebno oštri, snimaju tzv. "sitnozrnatim" filmom visoke razlučivosti, ali takvi imaju smanjenu osjetljivost, odnosno zahtijevaju obilnije eksponiranje.
 Stvari su takve i kod digitalnih aparata, pa se i na njih može primijeniti pojam "osjetljivosti filma" s jednakim utjecajem na zrnatost slike i potrebu svjetla za ispravno eksponiranje. 

Normalnom se smatra osjetljivost filma od 100 ASA (17 - 18 DIN-a). Digitalne aparate odlikuje širi raspon osjetljivosti od onoga u klasičnoj tehnologiji i kreće se između 50 i 3.200 ASA. Dakako, ne nude svi aparati čitav navedeni raspon. Visoka maksimalna osjetljivost može biti znakom dobrih performansi aparata.

Aparati u pravilu sami biraju osjetljivost, zavisno o raspoloženoj osvijetljenosti objekta. Slabije izvedbe aparata više naginju pojavi zrnatosti u lošim svjetlosnim uvjetima, pa tko želi sačuvati "mirne" površine i oštrinu snimke i kod povećanih fotografija, može spriječiti samovolju automatike i zadati osjetljivost oko 80 - 100 ASA, pa i pod cijenu lagane podekspozicije, koju u razumnoj mjeri (dvije, tri "blende") može kompenzirati računalnom obradom (posvijetljavanjem u foto-editoru).

## Nepravilnosti digitalne slike

### Pixelizacija
Kod najnižih kvaliteta razlučivosti već i kod manjih formata slike vidljiva je tzv. "pixelizacija", tj. primjećuju se kvadratići od kojih je sastavljena slika. Na skošenim oštrim rubovima u slici pikselizacija se manifestira izrazitim nazubljenjem. Pojava je to manje izražena i kod velikih formata, što je viša primijenjena razlučivost, koja može ići do granice razlučivosti CCD čipa. Pojava se ublažava svojevrsnim zamućenjem oštih granica postupkom pod nazivom  "aliasing"  ili "antialiasing", kojim se traži kompromis između oštrine slike i izraženosti pixelizacije. U foto-editorima se to obavlja uoštravanjem i zamućivanjem snimka opcijama "sharpen" i "blur" 

### "Šum" slike
Neželjeni "ornamenti" vidljivi na velikim povećanjima na izvorno mirnim, jednobojnim površinama. Šum drastično pojačava zrnatost, karakteristična za primjenu visokih "osjetljivosti filma", koja se očituje u pojavi tamnih "kvržica" na izvorno mirnim površinama. Izrazitija pojava šuma ukazuje na slabiji kvalitet fotoaparata. Šum se ublažava softverskom obradom koja "ujednačuje"  usamljene "stršeće" pixel-e s okolinom, tražeći kompromis između smanjenja šuma i gubitka finih detalja i nijansi slike.

### Rubne nepravilnosti
Oštre granice pokazuju svojevrstan efekt solarizacije, tj. oko tamnih crta ili površina javljaju se svijetli rubovi kojih nema u prirodi. Pojava je jače izražena kod slika u "komprimiranom" JPG formatu, osobito pri prekomjernom softverskom pojačanju oštrine. Ona manje smeta na fotografijama umjetničkog tipa, ali značajno kvari "čitljivost" tankih linija, tekstova, crteža i sl. na dokumentima na kojima je bitna oštrina slike. Te su nepravilnosti manje izražene u memorijski zahtjevnijim slikovnim formatima kao TIFF i BMP. Pojava se suzbija zamućenjem slike ("blur")  kojim se traži kompromis između oštrine slike i suzbijanja pojave.

### Zrnatost
Digitalni aparati skloni su zrnatosti pri primjeni visokih "osjetljivosti filma", osobito u slabim svjetlosnim uvjetima. Slabo osvjetljenje automatika kompenzira povećanjem osjetljivosti "filma" (točnije CCD ćelije) i dakako povećanjem relativnog otvora. Ako snimatelj ručno smanji otvor objektiva u želji očuvanja osjetljivosti, rezultat će biti podeksponiran snimak. Ovaj se može softverski posvijetlati u dosta širokim granicama, ali uz drastično povećanje kontrasta s gubitkom broja nijansi i slici, čime se u punoj mjeri izraziti i zrnatost uzrokovana primjenom visoke osjetljivosti. To se može spriječiti ručnom postavom osjetljivosti na 80-100 ASA, pa makar i na račun umjerenog podeksponiranja.

Gornja slika je snimljena s osjetljivošću filma od 320 ASA (što i nije drastično visoka osjetljivost) uz dobro osvjetljenje, a donja uz oskudno osvjetljenje objekta. Na punom formatu (povećaj slike) uočljiva je napadna zrnatost, sobito na sabo osvijetljenoj snimci. 

### "Mrtvi pixeli" ili "Artefakti" (u video snimcima)
Pojava bijelih piksela u slici koji tamo ne spadaju. Može biti posljedica grešaka CCD zaslona, ali je osobito učestala na video snimkama, kao posljedica grešaka u prijenosu informacija prilikom konvertiranja snimke iz jednog filmskog formata u drugi. U video snimci se prilikom montaže (npr. u pripremi za prženje na DVD) pojedinačne sličice s artefaktima mogu brisati ako ih nema suviše, što se neće primijetiti na reprodukciji. Na fotografijama se retuširaju ručno, a mogu se uklanjati i softverski. 
Spomenute mjere za ublažavanje navedenih nepravilnosti uvijek idu na štetu bogatstva nijansi ili detalja ili oštrine, ali riječ je o perfekcionizmu koji uglavnom zadire u područje profesionalne prakse. Mnogi foto-editori imaju razne opcije i "filtre" za manipuliranje s ovim elementima.

## Slikovni formati
U informatici su u uporabi dvije osnovne vrste grafičkih formata, vektorski i rasterski (bitmapirani).

### Vektorska grafika
Vektorsku grafiku odlikuje nepromijenjiva razlučivost bez obzira na proizvoljno povećavanje ili smanjivanje slike. Zbog uvijek izvrsne rezolucije, prikladna je za tehničko crtanje - projektiranje, pripremu tiska u izdavaštvu i slične profesionalne namjene, za što se uglavnom i koristi. Koriste je primjerice Corel, AutoCad i drugi grafički programi.Rukovanje takvim programima prilično je složeno. Poseban slučaj je 3D grafika za izradu trodimenzionalnih računalnih modela. Od 2005.g. razvijeni su i 3D printeri, koji nanšanjem slojeva na sloj metalnog ili nemetalnog materijala fiktivni 3D model iz memorije računala mogu i fizički realizirati, tj. izraditi eksperimentalni prototip.    

### Rasterski formati
BMP je slikovni format u kome je slika razložena na sitne kvadratiće, tzv. piksele. Prilikom digitalizacije slike, svakom pikselu se definira položaj po vodoravnoj i okomitoj osi (x i y), nijansa boje i intenzitet osvijetljenosti. Skup ovih podataka uz podatke o marginama, dimenzijama prikaza i dr. čini slikovnu datoteku s nastavkom  .BMP. 
Budući da je izvorna bitmapa memorijski zahtjevna, koriste se razne komprimirane izvedenice bitmape:  JPG, GIF, PNG, TIF ili TIFF,  i druge.
Uz navedene koji su najčešći, u upotrebi je čitav niz drugih slikovnih formata: ANI (animirane sličice), B3D, CAM, CLP, CRV/CR2, CUR (kursori), DCM/ACR/IMA, DCX, DDS, DJVU/IW44, ECW, EMF (Enhanced Windows Metafile), EPS/PS, FPX, FSH, G3 (G3 Fax Format), ICL, ICO (Windows Icon), IFF/LBM, IMG, JP2/JPC/J2K, JPEG/JPE, JPM, KDC (Kodak), LDF, LWF, MNG/JNG, NLM/NOL/ NGG/GSM (Nokia), PBM (Portable Bitmap),  PCD (Kodak CD), PCX, PGM, PNG (Portable Network Graphics), PPM, PSD (Adobe Photoshop), PSP, RAS/SUN, RAW, RILE, SFF (Structured Fax Format), SFW, SGI/RGB, SID, SWF (Macromedia Flash Format), TGA, TIF/TIFF, TTF (True Type Font Format), WBMP, WMF (Windows Metafile), XBM i XPM. Neki programi koriste i neke "vlastite" slikovne formate, čime sprječavaju neovlašteno korištenje u njima kreiranih slika van samog programa (primjerice BFX - fax format softverske kuće Cheyene Bitware i drugi). Bolji foto-editori mogu pregledavati i editirati veći izbor raznih slikovnih formata.
Na kraju treba spomenuti i danas sveprisutni PDF (Portable Document Format)- univerzalni format za razmjenu dokumenata miješanog sadržaja (tekst, slike i multimedija) putem informatčkih mreža, koji može uključivati gotovo sve važnije vrste slikovnih formata.

#### JPG/ JPEG
"komprimirani" slikovni format izveden iz bitmape. Najčešće korišten format u normalnom radu sa slikama. Zbog skromnih memorijskih potreba prikladan kako za arhiviranje, tako i za razmjenu putem informatičkih mreža ili mailova. Praktički svi programi i foto-oprema podržava ovaj format i svi omogućuju konvertiranje (zv. "izvoz") svojih formata u JPG. U rjeđim slučajevima (uglavnom vektorski orjeniranih programa) omogućen je izvoz u BMP, a ovoga svaki fotoeditor može konvertirati u JPG.
Značajno višestruko smanjenje memorijskih potreba temelji se između ostaloga na isključivanju onih nijansi boja kojih nema u BMP izvorniku. Time se praktički ne gubi na kvaliteti slike, ako se nad njom neće izvoditi naknadne manipulacije. Već promjena svjetline ili kontrasta smanjuje bogatstvo nijansi, jer su možda upravo nijanse koje bi bile optimalne, isključene iz palete. Korisnik prilikom konverzije ili spremanja slike u nekim fotoeditorima može birati stupanj kompresije, tražeći kompromis između očuvanja kvalitete i memorijskih potreba.
Nedostatak formata čine dosta izražene nepravilnosti slike, posebno rubne nepravilnosti i šum, koje se na štetu oštrine slike i/ili bogatstva nijansi i finih detalja mogu umanjiti zamućivanjem ili primjenom raznih filtara u fotoeditorima. Ne podržava prozirnost.

#### GIF
(Compuserve GIF) je "komprimirani" slikovni format kome je broj nijansi sveden na 256 boja, ali je u paletu uključena i prozirna. Uz JPG,  također često korišten format u mrežnim aplikacijama i razmjeni preko interneta. Učini li se pozadina slike (koja mora biti što jednoličnija) prozirnom, slika će djelovati kao da je na staklu, tj. može se "nakopirati" preko druge slike ili teksta u cilju raznih montaža. Kopiranje slike na sliku ne podržavaju svi fotoeditori, ali moguće je i u WORD-u, koji također podržava prozirnost. U principu se samo jedna od prisutnih boja može ukloniti, tj. konvertirati u prozirnu, ali nakon spremanja slike postupak se može ponoviti s drugom bojom proizvoljan broj puta. Osiromašenje palete može biti vrlo izrazito, pa GIF treba koristiti samo ako nam je važna prozirnost, što je primjerice slučaj kod raznih animacija, foto i grafičkih montaža i slično. Nije podržan u fotoaparatima.

#### PNG
(Portable Network Graphics) je kvalitetniji slikovni format koji također podržava prozirnost, znatno većih memorijskih potreba od GIF-a. Nije podržan u fotoaparatima.

#### TIFi TIFF
Memorijski vrlo zahtjevan slikovni format za profesionalnu uporabu i metarske dimenzije (postere, izložbene i đambo-plakate, tehničke fotografije s najfinijim razlaganjem detalja i dr.) koji bolje ocrtava sitne detalje. Odlikuje se manje izraženim nepravilnostima slike. Zbog velikog zauzeća memorije ne treba ga koristiti ako za to nema stvarne potrebe. Samo neki (poluprofesionalni i profesionalni) fotoaparati mogu snimati direktno u TIFF-u, ali vrijeme pospremanja slike na memorijsku katricu aparata može se protegnuti i na desetak sekundi, pa i do pola minute. Za uobičajene potrebe, najčešće će s neusporedivo manjim zauzećem memorije i brzinama kopiranja i obrade slike praktički jednak rezultat dati postava kvalitete razlučivosti na HQ (High Quality), ili neznatno bolji SHQ (Super High QUality).

#### VX
formati za kratke video zapise u VGA formatu visoke razlučivosti za reprodukciju na računalu ili TV-u koje mogu snimiti neki digitalni foto-aparati. Dužina zapisa zavisi o raspoloživoj memoriji na memorijskoj kartici. Kod lošijih rješenja video zapis je vrlo slabe kvalitete, s rezolucijom 320x240 ili čak 160x120 pixela, a dužina zapisa ograničena je na kratke sekvence od oko pola minute, neovisno o raspoloživoj memoriji. Snimanje u uzastopnim "nastavcima" je nemoguće, zbog dugog vremena pohrane snimka na memoriju, za kojega je aparat nesposoban za snimanje.

## Reprodukcija i obrada fotografija
Uz uobičajenu računalnu interpretaciju, snimljene fotografije možemo dati izraditi kod fotografa ili u laboratoriju s opremom za autmatsko razvijanje digitalnih fotografija na klasičnom foto-papiru, ili ih možemo sami otisnuti ako imamo foto-printer. "Obični" kućni color printeri otisnut će fotografije u lošoj kvaliteti, najčešće s lošom interpretacijom barem nekih) boja, a ako koristimo printer s tintom (inc jet), otisak se nesmije smočiti.
Većina današnjih tintnih printera nudi i mogućnost ispisa u foto-kvaliteti, ali za to trebaju posebni papir i posebnni set color tinti, koje su još skuplje od standardnog seta, pa se to uglavnom ne isplati. 

### Prijenos slike na računalo
Windowsi XP i noviji, automatski će reagirati na uključivanje fotoaparata priključenog na USB priključak računala uz pomoć isporučenog kabela. Poželjno je priključiti se na USB2, jer je prijenos podataka preko običnog (starog) USB priključka suviše spor. Ako računalo ne prepoznaje fotoaparat, treba najprije pokušati s novim kabelom, jer je greška češće u kontaktima kabela nego u windowsima ili u samom aparatu. Operativni sustav će automatski otvoriti panel na kome se nudi pregledavanje slika ili njihovo kopiranje na disk ili CD, odnosno DVD pisač. Za pregledavanje slika nudi se defaultni (pretpostavljeni) sustavski fotopreglednik, koji u Windowsima XP nema gotovo nikakvih mogućnosti za editiranje. 

Uz fotoaparat isporučuje se i softver za pregled i obradu fotografija, te neki program za organizaciju foto-arhive. Softver uključuje i specifične opcije karakteristične za dotični model aparata (npr. spajanje više snimaka u jedan panoramski snimak) što se neće moći izvesti s drugim, standardnim fotoeditorima. Ako instaliramo taj softver, on će preuzeti ulogu prepoznavanja fotoaparata i nudit će svoj softver za kopiranje, pregled i obradu.

Ako nemamo posebnog softvera (ili nam se ne sviđa), kopiranje slika se može izvesti i u običnom pretaživaču /Windows explorer ili alternativni koga koristimo). Fotoaparat će nakom prepoznavanja od strane operativnog sustava biti prikazan kao novi vanjski disk, pa se iz posljednjeg subfoldera slike failovi s nastavkom JPG ili TIF mogu kopirati na proizvoljnu lokaciju najobičnijim kopiranjem. Loše snimke ne treba trpati na disk, ali nemojmo obrađivati ili brisati snimke iz memorije fotoaparata s računalnim komandama. Bolje je brisanje izvesti s opcijama na samom fotoaparatu (opcije su pojedinačno brisanje ili brisanje svih slika ili formatiranje kartice).

Ako računalo ima čitač kartica, snimci s kartice mogu se preuzeti i u čitaču kartica. Ni tada nije preporučljivo direktno editirati materijal na kartici.  

### Obrada digitalnih fotografija
Imalo napredniji snimatelj će htjeti izvršiti barem osnovne korekcije na "sirovom" snimljenom materijalu: načiniti bolji izrez - ukloniti smetajući dio fotografije, posvijetlati podeksponirani snimak, popraviti kontrast, optimalizirati oštrinu snimka i dr. Važnu radnju predstavlja prilagodba memorijskog apetita slike smanjivanjem njene izvorne veličine (opcijom Resize/Reasemble) radi postave na internet ili slanja mailom. U pravilu veličina slike na web-stranicama ne bi trebala prelaziti 30-50 kB. (ako je nužna bolja rezolucija do kojih 100-200 kB). Veće slike mogu osjetno produžiti učitavanje stranice i "otjerat" će prosječnog posjetitelja. Mudro je sačuvati i izvornu veličinu, ako slika nije bila namijenjena isključivo za trenutnu namjenu.  Editiranje ne treba izvoditi direktno na memorijskoj kartici, nego slike treba kopirati na disk, čime se kartica oslobađa za nove snimke. U nedostatku originalnog softvera konkretnog modela, uz renomirane fotoeditore poput Photoshop-a (koji su ponekad i prekomplicirani za amatere) mogu se koristiti i mnogi jednostavniji besplatni fotoeditori. Jedan od brojnih je i vrlo dobar, praktičan i lak za korištenje, IRFANVIEW, koji uz bogatu paletu slikovnih formata omogućuje čak i poluprofesionalni nivo raznih obrada i intervencija. Dobro riješenim internim pretraživačem, uz kopiranja, premještanja i brisanja, mogu se izvoditi i brojne druge rutine (od pokretanje slide-show-a - prezentacije - od odabranih slika, do grupnog primenovanja fotografija i štošta drugo). Jedan je od rjeđih fotoeditora koji prihvaća kopiranje slika iz WORD-a običnim copy-paste postupkom. Mana mu je nedostatak mogućnosti za retuširanje, koje se može izvesti u starom Microsoft-ovom fotoeditoru (PHOTOED.exe) iz OFFICE-a 97. No, tko se želi imalo ozbiljnije baviti s editiranjem slika, i inače treba imati nekoliko instaliranih fotoeditora i grafičkih pomagala, jer svaki od njih ima neku opciju koju drugi nemaju.

## Poveznice
- Digitalne video kamere
- Digitalna fotografija
- Digitalna kinematografija
- Pojava digitalne fotografije
- Aliasing
- JPG
- GIF
- PNG
- TIF